# Катастрофа поезда на Биг-Баю-Канот
Катастрофа поезда на Биг-Баю-Кано́т (англ. Big Bayou Canot) — крупнейшее в истории компании Amtrak происшествие, произошедшее в среду 22 сентября 1993 года у города Мобил в Алабаме на одном из самых старых мостов США через Биг-Баю-Канот (болотистая несудоходная протока реки Моби́л) в районе второго по загруженности порта США.
Заблудившийся мощный буксир-толкач «Мовилла» в условиях тумана (лоцман не разбирался в показаниях радиолокатора) пытался пришвартоваться и врезался левой баржей в опору моста, а через несколько секунд средней частью в центральный пролёт[прояснить] моста. Но даже после этого мост не рухнул, так как был очень прочен и всегда выдерживал 20 товарных поездов в день.
Выяснилось, что первоначально за 84 года до аварии мост планировалось сделать разводным (по поворотной схеме), но поворотный разводной механизм не доделали. В итоге ферма моста крепилась к опоре только силой трения. От второго удара ферма сместилась на метр в сторону по часовой стрелке и рельсы изогнулись, но не сломались. Система переключения светофора на красный не сработала, так как рельсы не повредились и рельсовые цепи не были нарушены. Спустя 8—10 минут трансконтинентальный поезд «Сансет Лимитед» с 220 пассажирами на скорости 116 км/ч врезался в ферму моста, столкнув центральный пролёт моста в воду. Головной вагон, столкнув ферму в воду, долетел почти до берега и перевернулся на 360 градусов. Ещё два вагона упали в воду, один из них почти полностью ушёл под воду.
Заправленные за 4 часа до аварии под завязку баки с дизельным топливом вылились в реку и загорелись. Выбравшиеся из вагонов люди опасались аллигаторов и ядовитых змей, однако пытались выбраться вплавь (через несколько дней кожа облезала от дизельного топлива). Начальник поезда вызвал по рации помощь, которая могла прибыть в идеальных условиях максимум минут через 35, но поисковая бригада даже не знала, где искать мост. Береговая охрана прибыла только в 4:25 утра.
В катастрофе погибло 47 человек, в том числе 5 членов поездной бригады, многие из них утонули.